# Genueser Kolonien

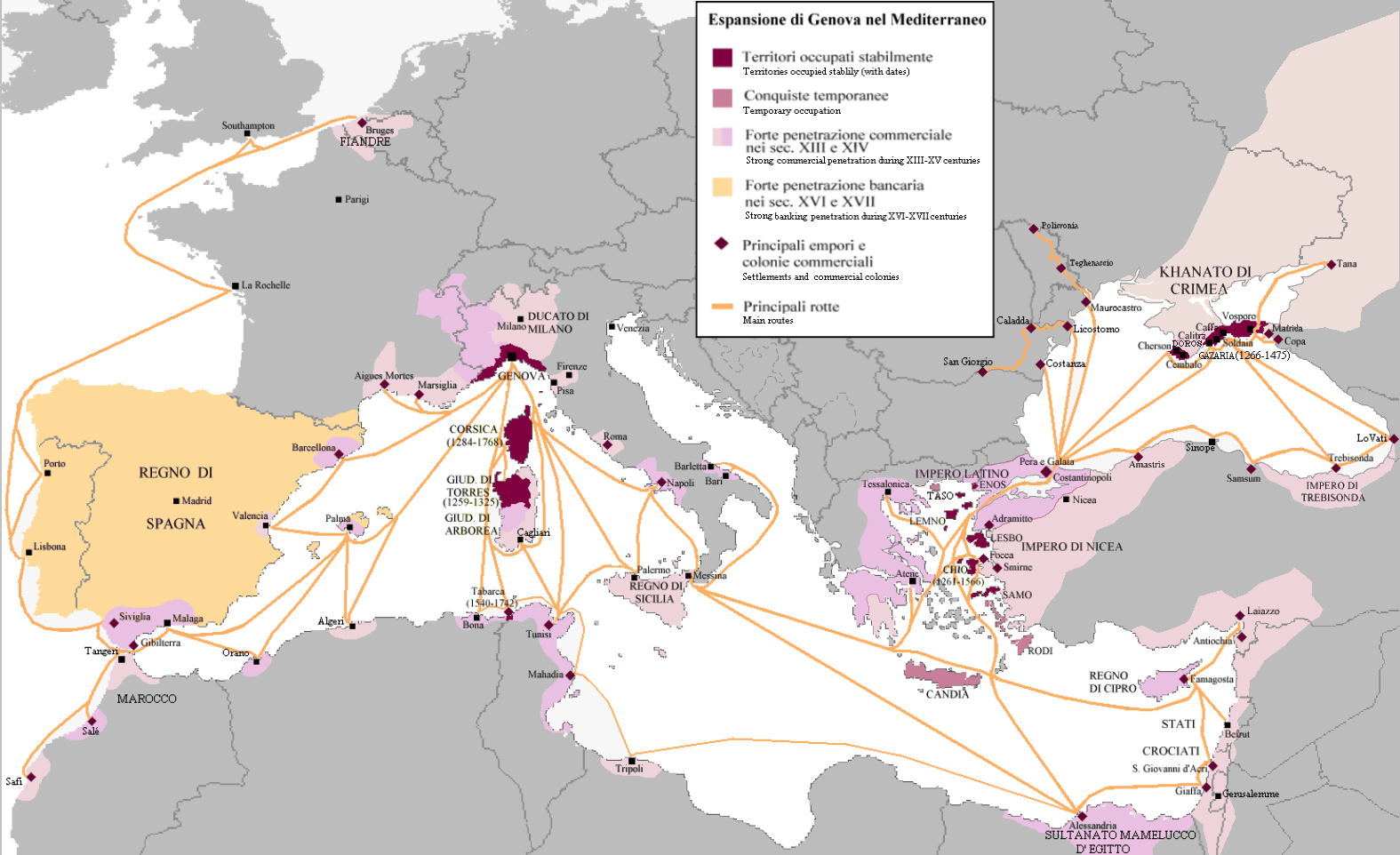
Die Expansion Genuas, nach dem Codex Latinus Parisinus (1395)

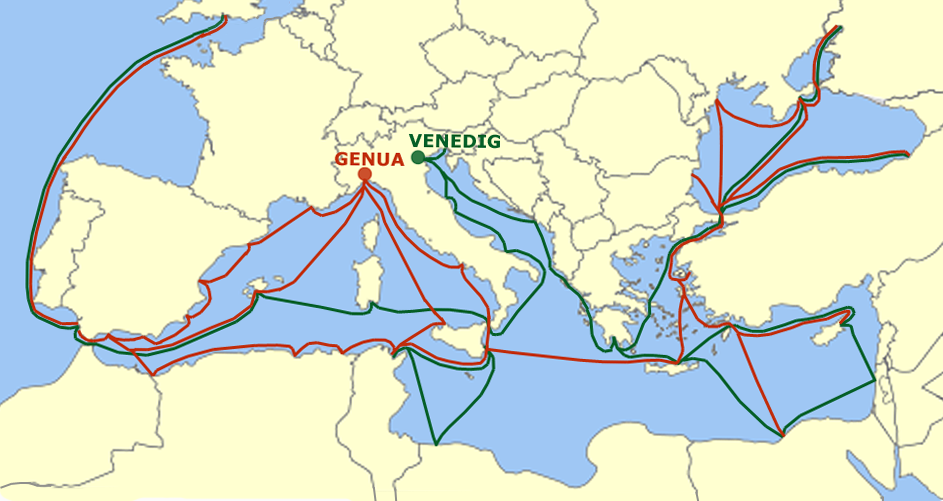
Handelswege Venedigs und Genuas

Die Republik Genua (958–1797) war eine der Seerepubliken, die vor allem im Gefolge der Kreuzzüge schon im Hochmittelalter begannen, Überseebesitzungen zu erwerben. Die Genueser Kolonien befanden sich vor allem im Mittelmeerraum und im Schwarzen Meer sowie im Zusammenhang mit der iberischen Überseeexpansion auf den atlantischen Inseln vor der westafrikanischen Küste. Als Gegenleistung für ihre unentbehrlichen Flotten- und Militärdienste während der Kreuzzüge sicherte sich Genua (so wie auch Pisa und Venedig) Privilegien und Handelsquartiere in den größeren Hafenorten der Levante (bisweilen auch ganze Dörfer und kleine stadtnahe Territorien), die vorrangig den spezifischen wirtschaftlichen Interessen des italienischen Kaufmannskapitals dienten.

## Sardinien
Sardinien stand im hohen Mittelalter unter der Herrschaft der Mauren, die ihre Machtbasis auf der Iberischen Halbinsel hatten. Genua schloss sich Anfang des 11. Jahrhunderts mit Pisa gegen diesen gemeinsamen Feind vor der eigenen Küste zusammen, um im Auftrag des Papstes 1016 n. Chr. die Mauren von der Insel zu vertreiben. Noch bis 1022/27 gab es maurische Rückeroberungsversuche und bis etwa 1050 Plünderungen durch maurische Piraten. Das erworbene Gebiet wurde geteilt, jedoch bald zum Streitpunkt zwischen den Verbündeten. Die Pisaner kamen zunächst durch Heirat in den Besitz der Gallura im genuesischen Teil der Insel. Genua besaß schließlich nur noch das Judikat Torres und einen Teil von Arborea, also den Nordwesten der Insel. Der Kampf zwischen den Adelsfamilien Genuas (insbesondere den Doria, Malaspina und Spinola) und Pisas (vor allem den Visconti und den Gherardesca) kam in der Seeschlacht bei Meloria 1284 zu einem für Pisa verheerenden Abschluss. Aber Genua konnte sich nur noch bis zum Jahre 1297 seines Sieges erfreuen, als der Papst dem König von Aragon (Jakob II.) die Herrschaft über Sardinien zusprach. Das Gebiet um Alghero, das zunächst eine Kolonie Genuas blieb, wurde erst 1353 von Admiral Bernat de Cabrera erobert und (ab 1372) von Einwanderern aus Katalonien, den Balearen und dem Reich Valencia besiedelt.

## Korsika
Näher zu Genua hin gelegen war Korsika, das seit dem Jahre 1077 pisanische Kolonie war, aber von Papst Innozenz III. nach der Seeschlacht von 1284 zunächst zur Hälfte an Genua übertragen wurde. Wenig später wurde es allerdings Aragon zugesprochen. Die Genuesen widersetzten sich und konnten 1447 endgültig siegen, so dass die Insel bis 1768 bei Genua blieb, ab 1453 allerdings von der Banco di San Giorgio verwaltet wurde, die die Insel befestigte (Torregiana). Seit dem Aufstand der Korsen unter Pascal Paoli 1755 war die Insel faktisch unabhängig, der Verkauf der dennoch aufrechterhaltenen Ansprüche auf Korsika an Frankreich im Jahre 1768 daher fragwürdig.

## Zypern
Eine private Kompanie genuesischer Kaufleute und Patrizier besaß seit der Thronbesteigung von Heinrich I. im Jahre 1232 Handelsprivilegien auf Zypern. 1373 entsandten sie eine Flotte, die die venezianischen Konkurrenten aus einigen Positionen verdrängte und den Osten von Zypern zum genuesischen Protektorat machte. Mehrere Versuche des zypriotischen Königshauses, zusammen mit Venedig und den Visconti die genuesische Herrschaft abzuschütteln, misslangen. Nach Straßenkämpfen zwischen den Venezianern und Genuesen in Famagusta besetzte ein Geschwader unter Pietro di Campofregoso 1374 Famagusta und verlangte hohe Reparationen sowie einen jährlichen Tribut. Fast ein Jahrhundert lang blieb Zypern danach ein genuesisches Protektorat. Famagusta wurde von König Jakob I. offiziell an Genua abgetreten. Anders als die Venezianer verfügten die Genuesen nicht über eine große Kriegsmarine und konnten den Besitz Zyperns nicht dauerhaft absichern. So übertrugen sie die Verwaltung der Banco di San Giorgio. 1464 gelang es Jakob II. mit Hilfe ägyptischer Truppen sowie spanisch-sizilianischer Söldner Kyrenia und Famagusta einzunehmen, finanziert wurden diese Unternehmen von Venedig aus, um Genua endgültig von der Insel zu vertreiben. Durch die Heirat Jakobs mit der Venezianerin Katharina Cornaro stieg der Einfluss der Serenissima erneut, sodass schließlich nach dem Tod Jakobs Katharina abdankte und 1489 Zypern an diese abtrat.

## Monaco
Im Jahre 1174 verkaufte Raimund VI., Graf von Toulouse, Monaco an die Republik Genua, 1191 wurde der Erwerb Monacos durch den römisch-deutschen Kaiser Heinrich VI. bestätigt. 1297 gelang es der aus Genua stammenden Familie Grimaldi, die Stadt zu erobern, jedoch fiel sie schon 1301 wieder an Genua zurück. 1331 konnten sich die Grimaldis erneut durch die Hilfe des französischen Königs gegen die Mutterstadt behaupten, verloren die Herrschaft über die Stadt aber 1357 wieder an die Genuesen. Diese konnten Monaco bis 1419 halten, ehe es endgültig an die Grimaldis zurückfiel, deren Nachkommen dort bis heute herrschen.

## Schwarzes Meer

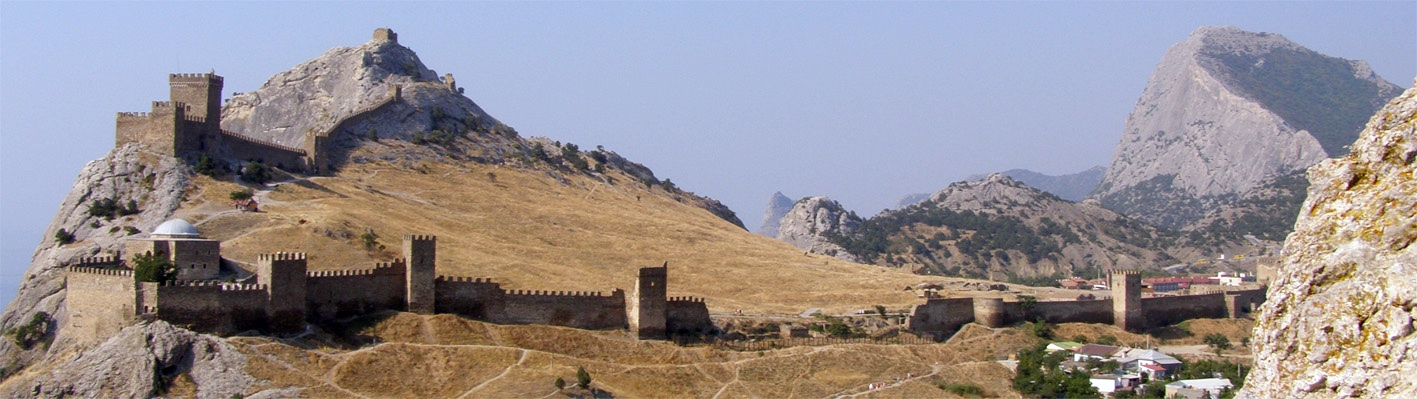
Die genuesischen Festungswerke von Soldaia (Sudak)

Nach der Aufteilung des Byzantinischen Reiches im Vierten Kreuzzug 1204 waren wichtige Hafenstädte zunächst an den Rivalen Venedig gefallen, mittels eines Bündnisses mit dem um Restauration bemühten Kaiserreich Nikaia setzte sich dann jedoch wieder Genua durch. Nach dem Abkommen von Nymphaion 1261 setzten sich die Genuesen vor allem auf der Halbinsel Krim und am Asowschen Meer fest. Auf der Grundlage des Abkommens gründeten sie weitere Niederlassungen rund um das Schwarze Meer, so unter anderem in Trapezunt, Amastri, Simisso, Vicina im Donaudelta, Kilia, Caffa, Cetatea Albă, Tana an der Donmündung.
Die bedeutendste und erste genuesische Kolonie im Schwarzmeerraum, Pera bei Konstantinopel, nahm eine Sonderstellung ein und blieb bis zum Fall Konstantinopels 1453 ein wichtiger und konstanter Stützpunkt des genuesischen Handels. Für den übrigen Schwarzmeerraum wurde Caffa auf der Krim zur Hauptkolonie. Von dort kam wohl im Zuge der Kämpfe mit den Mongolen der Goldenen Horde 1348 die Pest – der Schwarze Tod – nach Europa.
Um die weit verteilten Kolonien im Schwarzmeerraum zu verbinden, wurde 1313 das Officium Ghazariae (auch „Khazaria“ oder „Gazaria“ genannt) gegründet. Dem Amt unterstand nominell das Netzwerk von Handelsstützpunkten im Schwarzen Meer, die sich aber weitgehend selbst verwalteten; es wurde von einem Bevollmächtigten der Genuesen für die Romania (Podestà dei Genovesi di Romania) mit Sitz in Pera wahrgenommen. Er wurde für jeweils ein Jahr eingesetzt. Ihm unterstanden die Konsuln der Stützpunkte mit Ausnahme von Caffa. Das Officium Ghazariae, das auch als Schutzorganisation gegen Angriffe von Piraten fungieren und Qualitätsstandards beim Schiffbau festlegen sollte, wurde jedoch immer wieder durch Konkurrenzkämpfe der ligurischen Eliten behindert. Die eigentliche Kontrolle der Schwarzmeerkolonien fiel daher spätestens seit der Mitte des 14. Jahrhunderts der Administration in Caffa zu.
Die Kolonien auf der Krim, ab 1365 kamen neben Caffa weitere hinzu, wurden zur Provinz „Gothia“, einem Küstenstreifen an der Südostküste der Krim von Caffa bis Cembalo. Von hier aus wurden verstärkt die Handelsbeziehungen in östlicher Richtung vorangetrieben, die über das sog. „Mongolische“ Ende der Seidenstraße (bei Tana am Don) bis nach China reichten. So tauchte bereits 1257 die erste chinesische Seide auf genuesischen Märkten auf.
Über ihre Stützpunkte im Schwarzmeerraum gelangten die genuesischen Kaufleute nach Kiew, Bolgar, Kasan, Abchasien, Tscherkessien im Kaukasus und nach 1315 Indien. Berichten nach erreichten Genuesen schon 1322 Zeitun in China und 1338 Kulam in Indien. Auch Waren aus den mongolisch kontrollierten Gebieten am Kaspischen Meer kamen im Spätmittelalter nach Genua.
Neben dem Prestigeprodukt Seide, das aber immer auch über südlichere Routen ans Mittelmeer gelangte und über Häfen im Vorderen Orient und auf Rhodos und Zypern verschifft wurde, waren es vor allem Sklaven, Getreide und verschiedene Rohstoffe, die aus dem Schwarzmeerraum nach Genua geliefert wurden. Zwischen dem 13. und dem 15. Jahrhundert wurde der Schwarzmeerraum zur wichtigsten Quelle für den Sklavenhandel im Mittelmeer. Weitere wichtige Handelsgüter waren Gewürze, Wachs, Pelze, Salz, Fisch, Kaviar und Nüsse, die ebenfalls über das Mittelmeer weiterverschifft, teils aber auch auf dem Landweg durch Südosteuropa bis ins Baltikum gebracht wurden.
Die Genuesen hielten sich noch bis 1475 im Schwarzmeerraum; in diesem Jahr fielen die letzten Stützpunkte an die Osmanen.

### Bosporus

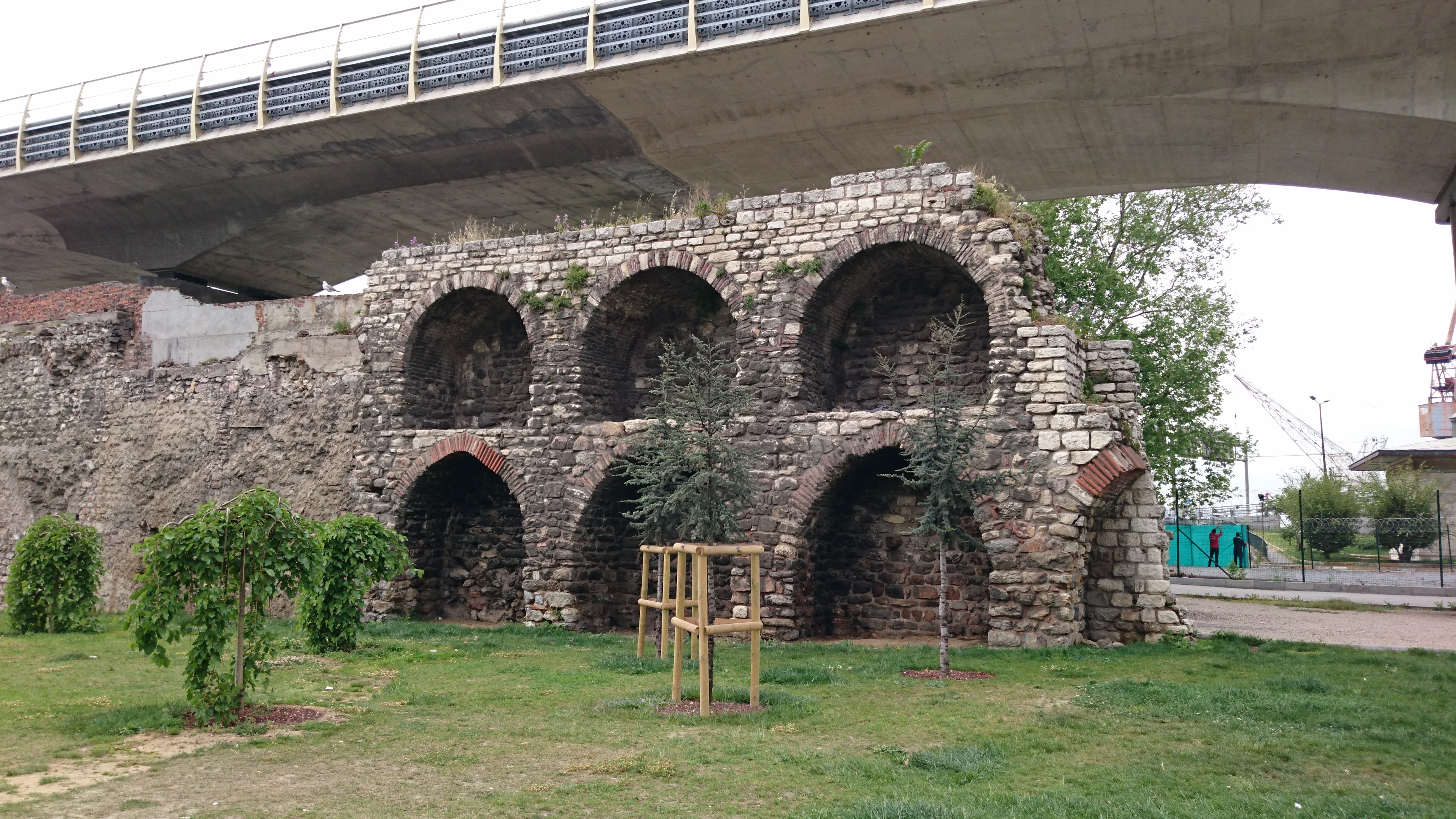
Überreste der genuesischen Stadtmauer von Galata

- Galata / Pera (heute: Beyoğlu, Istanbul) 1273–1453

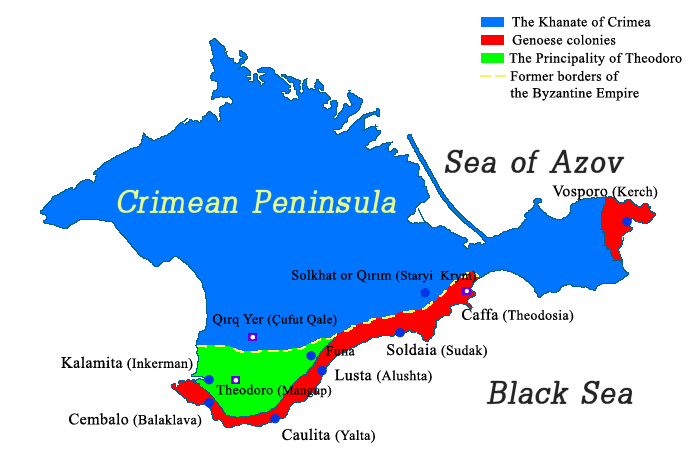
Die Krim im 15. Jahrhundert
Fürstentum Theodoro
Genueser Kolonien
Khanat der Krim

### Krim
- Caffa – 1261/66–1475 (heute: Feodossija)
- Alusta (Aluschta) und Alupka – 1365–1434
- Cembalo (heute: Balaklawa)[4]
- Cherson – 1250–1320/1427
- Soldaia – 1266/87-1322, 1358/65–1475 (heute: Sudak)
- Solgat, auch Solchat, Surcati (heute: Staryj Krym)

### Asowsches Meer
- Asow (Tana) – 1261/70–1343/92
- Bosporo, Tmutarakan (Taman) und Matrida (Matrega) (alle drei an der Straße von Kertsch) – ab 1310
- Tmutarakan – 1419–1482

### Östliches Schwarzes Meer
- Lo Vati (heute: Batumi in Georgien)
- Sevastopol (die ehemals griechische Kolonie Dioskurias; heute: Suchumi)

### Bessarabien und Rumänien

#### Moncastro (heute:Bilhorod-Dnistrowskyjin derUkraine)
Moncastro lag bei der Stadt Cetatea Albă, oberhalb der Mündung des Flusses Dnister, am Schwarzen Meer. Historische Quellen zeigen, dass Moncastro 1315/81–1403/34 eine genuesische Kolonie wurde. 1315 errichteten die Genuesen hier eine Zwischenstation und eine Handelsstelle, indem sie die bestehende Festung der Tataren renovierten, die sie Montecastro oder Moncastro auf Griechisch "Asprokastron" (lateinisch Tyras) nannten. Ab 1484 wurde die Kolonie venezianisch.

#### Kilija(Ukraine)
bestand von 1352–1368

#### Licostomo (heute:Chilia VecheinRumänien)
1381 wurden der Hafen und die Kolonie Licostomo an der Donau gegründet. Die Kolonie hatte sowohl kommerzielle als auch militärische Zwecke (der Begriff "Licostomo" bedeutet „zwei Wolfsmäuler“) zu erfüllen. Das vom genuesischen Notar Antonio de Podenzolo zwischen November 1360 und Mai 1361 geführte Register zeugt von einer intensiven Handelstätigkeit. Von hier aus wurden große Mengen Weizen, Honig, Wachs, Wein, Salz, Fisch und andere Produkte nach Konstantinopel exportiert. Licostomo existierte als Kolonie bis 1418, danach fiel es unter die Kontrolle des Osmanischen Reiches.

#### Caladda (heute:Galațiin Rumänien)
Eine weitere Kolonie mit Hafen an der unteren Donau war Caladda. Die Kolonie wurde nach einigen historischen Quellen 1395 gegründet, bis sie 1445 schließlich unter die Kontrolle des Fürstentums Moldau geriet.

#### San Giorgio (heute:Giurgiuin Rumänien)
In der von Genuesen gegründeten Stadt San Giorgio existierte eine Bank. Die Genuesen trieben vorwiegend Handel mit Samt und Seide. Der Name der Stadt stammt wahrscheinlich vom Schutzpatron Genuas San Giorgio. Die erste zuverlässige Erwähnung der Stadt Giurgiu als Zorio findet sich im Codex Latinus Parisinus vom Anfang des 15. Jahrhunderts.

### Kleinasien
- Samastris (einst Amastris, heute Amasra): 1261–1402/1460
- Penderachia (früher Herakleia Pontike, heute Karadeniz Ereğli)
- Akçakoca: 13. Jahrhundert
- Carpi (das heutige Dorf Kerpe)
- Simisso (das frühere Amisos, heute Samsun): 1261–1402/61
- Faktoreien in Sinope und Trapezunt (das antike Trapezous, heute Trabzon)
- Aigeai (heute Ayas) 1294-1347

## Ägäis
Die ägäischen Inseln Chios (1304–1329 und 1346–1566), Samos (1304–1329 und 1346–1475), Thasos (1354–1457) und Lesbos (1333–1336 und 1355–1462) wurden Genueser Kolonien. Die thrakische Hafenstadt Ainos unterstand 1376–1456 der Genueser Patrizierfamilie Gattilusio. Nach dem Fall von Byzanz wurden aber bis 1475 fast sämtliche genuesischen Kolonien und Niederlassungen in der Ägäis und im Schwarzen Meer aufgegeben. Chios wurde erst 1566 von den Osmanen erobert. Weitere Orte an der ägäischen Küste, die zeitweise von den Genuesen kontrolliert wurden, sind Focea (heute Foça) (1264–1455), Pitane (heute Çandarlı) und Scala Nova (heute Kuşadası).
- Liste der genuesischen Herrscher von Ainos

## Liste Genueser Kolonien und Handelsniederlassungen in der heutigen Türkei
| Legende                                                             | Burg / Befestigung | Kirche / Kloster | Turm | Gebäude | sonstiges Relikt (z. B. Wappen) |
| ------------------------------------------------------------------- | ------------------ | ---------------- | ---- | ------- | ------------------------------- |
| erbaut von den Genuesen                                             |                    |                  |      |         |                                 |
| existierte bereits vor genuesischer Kontrolle/genuesischem Ausbau   |                    |                  |      |         |                                 |
| Ruine oder Relikt, ehemals erbaut von Genuesen                      |                    |                  |      |         |                                 |
| Ruine oder Relikt, das von den Genuesen teilweise beeinflusst wurde |                    |                  |      |         |                                 |

| Ortsname                             | Jahreszeit                         | Genuesische Bauwerke oder von Genuesen mitgestaltete Bauten | Fotos genuesischer Bauten |
| ------------------------------------ | ---------------------------------- | --- | ------------------------- |
| Adramitto (Ören)                     | 1280er-1330er/(1334)               | Es gibt noch keine archäologischen oder architektonischen Funde, die eindeutig als genuesisch identifiziert werden könnten. |                           |
| Aigeai/Laiazzo (Ayas)                | 1098/1201/(1294)- 1347/1360/(1369) | Die Genuesen bauten eine Kirche (San Lorenzo) und weitere Gebäude, jedoch sind keine Überreste bekannt. Erweiterte Zugeständnisse für Genuesen ab 1201 |                           |
| Akçakoca                             | 13. Jh.                            | Burg genutzt von Genuesen |                           |
| Alexandretta (İskenderun)            | 1098-1268                          | Ehemalige Niederlassungen genuesischer Händler |                           |
| Amastris/Samastri (Amasra)           | 1263/(1270)–1461                   | Mehrere genuesische Stadtmauertürme und -abschnitte (siehe Bild; rechteckiger genuesischer Turm), welche auf bereits existierenden byzantinischen Strukturen ergänzt worden waren. Die genuesischen Änderungen an der Stadtmauer lassen sich häufig gut von den byzantinischen Überresten unterscheiden. Dar Hafen der Stadt war für die Genuesen sehr relevant (z. B. Sklavenhandel aus Krim), deshalb wurde die Befestigung ausgebaut, andere Teile der Stadt wurden zum Teil vernachlässigt. |                           |
| Amastris/Samastri (Amasra)           | 1263/(1270)–1461                   | Von den Genuesen zeugen in der Stadtmauer noch einige Steinplatten mit Wappen in den Fassaden der Türme und Tore. |                           |
| Amastris/Samastri (Amasra)           | 1263/(1270)–1461                   | Zwei bereits bestehende Kirchen wurden von Genuesen (wahrscheinlich ohne relevante Veränderungen) weitergenutzt. Weitere Überreste von Genuesen sind nicht erhalten |                           |
| Antiochia (Antakya)                  | 1098-1268                          | Ehemalige Niederlassungen genuesischer Händler |                           |
| Pera/Galata, heute Beyoğlu, Istanbul | (1267)/1273-1453                   | Galataturm von Genuesen im Jahre 1348 wieder aufgebaut (später Ergänzungen von Türken) |                           |
| Pera/Galata, heute Beyoğlu, Istanbul | (1267)/1273-1453                   | Genuesische Ergänzungen an der Stadtmauer (heute kaum mehr vorhanden bis auf paar weitere Mauertürme und -abschnitte) sowie Harap Kapı/Yanık Kapı (inzwischen wahrscheinlich abgerissen). |                           |
| Pera/Galata, heute Beyoğlu, Istanbul | (1267)/1273-1453                   | Mehrere genuesische Steinplatten mit Wappen sind noch erhalten und an den Überresten der Stadtmauer in Beyoğlu und im Istanbuler Archäologischen Museum zu sehen |                           |
| Pera/Galata, heute Beyoğlu, Istanbul | (1267)/1273-1453                   | Palazzo del Comune oder Palazzo Comunale 1316 (das vorherige Gebäude brannte 1315 nieder); besteht aus mehreren Gebäuden (z. B. Bereket Han), teilweise heute in Restaurierung in Kart Çınar Sokak |                           |
| Pera/Galata, heute Beyoğlu, Istanbul | (1267)/1273-1453                   | Saint Benoît (ursprünglich bekannt als Santa Maria di Cisterna); älteste noch aktive Kirche katholische in Istanbul, erbaut 1427 |                           |
| Pera/Galata, heute Beyoğlu, Istanbul | (1267)/1273-1453                   | Arap Camii (San Domenica), eine Kirche, die zur Zeit der genuesischen Herrschaft 1325 durch Dominikaner eine kleinere Kirche ersetzte. Die Angabe, dass dieses Gebäude einen arabischen/islamischen Ursprung habe, ist wissenschaftlich widerlegt. |                           |
| Pera/Galata, heute Beyoğlu, Istanbul | (1267)/1273-1453                   | () Die Gebäude Serpuş Han, Saksı Han und/oder Ceneviz Han könnten möglicherweise genuesischen Ursprungs sein |                           |
| Ceresonda (Giresun/Kerasus)          |                                    | Der Hafen wurde von den Genuesen genutzt, die Stadt hatte eine kleine genuesische Bevölkerung |                           |
| Corci (Mardaliç Adası)               | 1355- 15. Jh.                      | Ruine vom Corci Turm (ca. 1357) |                           |
| Çeşme (Erythrae)                     | -1390                              | Obwohl man davon ausgeht, dass die Burg in Çeşme von den Osmanen 1508 gebaut wurde, lassen sich bei den Zwillingstürmen an der Küstenseite genuesische Einflüsse wiedererkennen. Diese Türme besitzen starke Ähnlichkeiten mit dem nordwestlichen Turm der Stadtmauer von Chios; dies liegt wahrscheinlich an den engen kommerziellen Beziehungen mit den Genuesen auch nach der osmanischen Eroberung, zumindest bis Chios 1566 von den Osmanen erobert wurde.                                 |                           |
| Enos (Enez)                          | 1376-1456                          | Mittelalterliche Burg der genuesischen Familie der Gattilusio |                           |
| Enos (Enez)                          | 1376-1456                          | Zwei von ehemals mindestens 5 genuesischen Steinplatten mit Wappen und/oder Schrift sind noch auf der Stadtmauer erhalten. Diese befinden sich aber auf den Mauern außerhalb der ehemaligen Zitadelle. |                           |
| Enos (Enez)                          | 1376-1456                          | Ruine der ehemaligen Kirche Theotokos Chrysopege, von den Byzantinern stammend mit wahrscheinlich genuesischen Einflüssen im Baustil |                           |
| Foglia/Focea Nuova (Yenifoça)        | 1275-1340, 1346-1348, 1351-1455    | Von der ehemaligen Stadtmauer sind Stand 2016 keine Überreste mehr übrig, Alaun-Minen in Foça und Neufoça waren im Besitz genuesischer Familien. (Ab 1346 und 1351 war Foglia Nuova zusammen mit Foglia Vecchia und Chios unter dem Namen Maona ein genuesisches Protektorat, das abwechselnd den Byzantinern und den Osmanen Tribute zahlte.) |                           |
| Foglia/Focea Vecchia (Foça)          | 1264-1340, 1346-1348, 1358-1455    | Beşkapılar Kalesi: Teile der übrigen Stadtmauer sind genuesisch (wurde größtenteils 1296-1302 durch Venezianer zerstört, welche zuvor Galata angegriffen hatten); Die Stadtmauer änderten die Genuesen auf bereits bestehende byzantinische Strukturen um; nach Zerstörung großer Wiederaufbau von Osmanen 1538-1539 (Stadtmauer wurde 2013-2014 restauriert, davon sind 2 Türme noch genuesisch, der Rest osmanisch).                                                                          |                           |
| Foglia/Focea Vecchia (Foça)          | 1264-1340, 1346-1348, 1358-1455    | Eine genuesische Steinplatte mit Wappen (in zwei geteilt, dennoch fehlen zwei weitere kleinere Abschnitte), welche als Ornament verwendet wurde, befindet sich an der Fassade eines alten Hauses in der Altstadt von Foça. |                           |
| Garipçe                              | vor 550 Jahren                     | Kleine genuesische Burg mit Turm |                           |
| Heraclia Pontica (Karadeniz Ereğli)  | 1202-1204                          | Die Burg, die bereits an der Stelle existierte, wurde von den Genuesen höchstwahrscheinlich weder umgebaut noch renoviert. Nach Eroberungen durch andere Staaten blieb diese Stadt während des 13. und 14. Jahrhunderts ein wichtiger Handelsort für Genuesen. |                           |
| Imbros (Gökçeada)                    | 1453-1456                          | Vorhandene Burg wurde kurze Zeit von Genuesen genutzt |                           |
| Kerpe (Carpi)                        | -1308(-)                           | () Ruinen auf einer Insel (Kefkan), wobei unklar ist, ob diese genuesischen Ursprungs sind. |                           |
| Koloneia (Şebinkarahisar)            |                                    | Alaun-Mine der Genuesen |                           |
| Mamistra (Misis)                     | ca. 12. Jh. -1360/(1369)           | Genuesen durften nach dem 1. Kreuzzug im Armenischen Staat Handel treiben, ab dem 13. Jh. durften sie Gebäude (beispielsweise Lagerhäuser) bauen und Ländereien besitzen. |                           |
| Pazar, Rize                          | 14. Jh.                            | () Kız Kalesi; Genueser Burg (Ruine kürzlich restauriert, wobei unklar ist, ob es damals statt der Genuesen vom Kaiserreich Trapezunt erbaut wurde). |                           |
| Pazar, Rize                          | 14. Jh.                            | () Ciha Kalesi; aufgrund zu weniger Forschung ist unklar, ob diese Burg von den Genuesen erbaut und überhaupt genutzt wurde, dasselbe gilt für die Bedrama Burg in Tirebolu. |                           |
| Payas                                | 11. Jh./1098-1268                  | Ehemalige Niederlassungen genuesischer Händler |                           |
| Phadisane (Fatsa)                    | 1274-(1290)                        | Kommerzielle Aktivitäten genuesischer und venezianischer Händler, ein paar Häuser gehörten den Genuesen |                           |
| Pitane (Çandarlı)                    | 14. Jh. -1340 an Byzanz            | Genuesisches Kastell mit fünf Türmen (höchstwahrscheinlich durch Genuesen erbaut). |                           |
| Scala Nova (Kuşadası)                | - 1413                             | Ruine von Andız Kulesi (Turm) |                           |
| Scala Nova (Kuşadası)                | - 1413                             | Güvercinada Kalesi (evtl. existierte die Burg bereits; später Ergänzungen durch Osmanen). Güvercinada wurde 1957 mit einem Übergang an des Festland angebunden (+ Festung der Altstadt von Kuşadası). |                           |
| Simisso (Samsun/Amisos)              | (1281)14. Jh. -1420, 1424-1461     | Überreste von der Burg auf dem Berg Toraman sind nahezu vollständig vergraben. |                           |
| Simisso (Samsun/Amisos)              | (1281)14. Jh. -1420, 1424-1461     | Eine genuesische Steinplatte mit drei Wappen befindet sich heute im Archäologischen Museum von Samsun (weitere genuesische Relikte sind nicht bekannt) |                           |
| Sinop                                | 1280/1301-1461                     | Ehemalig genuesische Gebäude und Handelsniederlassungen in eigenen Quartieren (unbekannt, inwiefern es eine Kolonie war) sowie von den Venezianern und der Republik Pisa. Die Genuesen nutzten den Hafen und hatten eventuell kleine Einflüsse auf die Stadtmauer. |                           |
| Sis (Kozan)                          | ca. 1099-1360/(1369)               | Genuesen durften nach dem 1. Kreuzzug im Armenischen Staat Handel treiben, ab dem 13. Jh. durften sie Gebäude (beispielsweise Lagerhäuser) bauen und Ländereien besitzen. Berichten zufolge bauten die Genuesen hier eine Kirche. |                           |
| Smirne (İzmir)                       | 1261/1267/1304 - 1329              | Es gibt keine übrigen genuesischen Bauwerke mehr, die Festung „San Pietro“ bzw. „Château de la marine à Smirne“ wurde 1871 abgerissen, da sie inzwischen keinen Zugang mehr an das Meer hatte. Diese wurde vermutlich von den Byzantinern gebaut und danach von den Genuesen ausgebaut. (Neuer Vertrag mit Byzanz im Jahre 1304. 1317 verlor Genua Kadifekale (Pagos) in Izmir). |                           |
| Soldino (Samandağ)                   | (?)/1098-1268                      | Ehemalige Niederlassungen genuesischer Händler, des Weiteren durften sie durch einen Vertrag (14. Juli 1098) den Hafen („San Simeon“) nutzen, bis zur Eroberung durch |                           |
| Tarso (Tarsus)                       | ca. 12. Jh. -1360/(1369)           | Die Genuesen durften nach dem 1. Kreuzzug im Armenischen Staat Handel treiben, ab dem 13. Jh. durften sie Gebäude (beispielsweise Lagerhäuser) bauen und Ländereien besitzen. |                           |
| Trebisonda (Trabzon/Trapezunt)       | (1204)/1261-1461                   | San Eleuterio (Hüsnü Köktuğ Moschee) wurde von den Genuesen als Kirche weitergenutzt. Genuesische Artefakte/Überbleibsel in der Kirche sind seit 1911 verschwunden. |                           |
| Trebisonda (Trabzon/Trapezunt)       | (1204)/1261-1461                   | Genuesische Ergänzungen der Mauer von Güzelhisar (Leontokastron) sowie Bau von Gebäuden, heute in einer Militärzone und Zustand ungewiss. |                           |
| Yoros Kalesi                         | 1300-1350                          | Burg existierte bereits, kleine Ergänzungen durch Genuesen |                           |

## Stützpunkte
1162 errichteten die Genuesen in Salé südwestlich der Meerenge von Gibraltar einen Stützpunkt an der afrikanischen Küste, zu dem 1253 das weiter südlich an der marokkanischen Atlantikküste gelegene Safi kam. 1277 eröffneten sie die ersten Seeverbindungen von Spanien mit Flandern und England. Ab 1251 genossen sie in Sevilla steuerliche Privilegien. Genueser Kaufleute hatten schon vor dem Ende der Reconquista in Spanien den Handel mit Olivenöl, Wein, Thunfisch, Leder, Seife und Quecksilber in Cádiz, Granada, Lissabon, Málaga und Sanlucar zu ihrer Domäne gemacht. Die Eroberungen Gran Canarias, Las Palmas’ und Teneriffas wurden finanziert durch genuesisches Handels- und Kreditkapital unter aktiver Teilnahme spanischer und portugiesischer Unternehmer, wie z. B. der Tuchfabrikanten. Auch in Valencia, Toledo und Cuenca hatten die Genuesen großen Anteil am kastilischen Handel. Zu den „alberghi ligures“, den Genueser Familien, die in Andalusien dauerhaft ansässig wurden, zählen die Boccanegra, Cataño, Centurión, Espinola, Grimaldo, Pinelo, Rey, Riberol, Sopranis, Zaccaría u. a. Genuesisch-pisanischer Technologietransfer verhilft allmählich den iberischen Monarchien Portugal, Kastilien-León und Aragón-Katalonien nach und nach zu eigenen, leistungsfähigen Flotten, die von den eroberten Häfen entlang der Straße von Gibraltar die maurische Seesperre durchbrechen.
Die Banco di San Giorgio mit ihren großen Besitzungen hauptsächlich auf Korsika bildete während dieser Phase das stabilste Element im Staat, bis 1528 der Nationalgeist seine Kraft wiedergewann, als Andrea Doria die französische Vorherrschaft abschütteln und die alte Form der Regierung wiederherstellen konnte, die mittelalterliche Kolonialzeit war jetzt aber beendet.